# توماس جي. باور
توماس جي. باور (بالإنجليزية: Thomas G. Power)‏ هو سياسي أمريكي، ولد في 21 أكتوبر 1950 في ترافيرس سيتي في الولايات المتحدة.